# Мур, Ричард
Ри́чард Уи́нстон «Дикки» Мур (англ. Richard Winston "Dickie" Moore, (6 января 1931, Монреаль, Канада — 19 декабря 2015, там же) — канадский профессиональный хоккеист, нападающий клубов НХЛ «Монреаль Канадиенс», «Торонто Мэйпл Лифс» и «Сент-Луис Блюз» . Входит в список 100 лучших игроков НХЛ по версии журнала The Hockey News и Список 100 величайших игроков НХЛ по версии самой лиги.

## Карьера
Прежде, чем дебютировать «Монреаль Канадиенс», молодой уроженец Монреаля Дикки Мур три года выступал за различные молодёжные команды, представлявшие Монреаль в юниорских лигах. На это время приходятся первые завоёванные хоккеистом трофеи: дважды команды, где он играл, становились обладателями Мемориального кубка. Став игроком «Канадиенс», с первых же шагов начал доказывать, что конкурентоспособен на самом высоком уровне: на счету молодого крайнего форварда в дебютном сезоне было 33 (18+15) набранных очка по системе «гол+пас» в 33 сыгранных матчах. Уже второй сезон Дикки Мура на профессиональном уровне принёс нападающему первый серьёзный трофей: «Монреаль Канадиенс» завоевали Кубок Стэнли, а сам хоккеист отметился в розыгрыше Кубка 3 заброшенными шайбами и 2 результативными передачами.
В 1955 году к «Канадиенс» присоединился будущий постоянный партнёр Мура по звену, Анри Ришар, младший брат знаменитого Мориса Ришара. Игра в связке с таким талантливым распасовщиком, каким являлся Ришар-младший, заметно отразилась на результативности Дикки Мура: по сравнению с предыдущими сезонами она возросла более, чем вдвое, таким образом вторая тройка нападения «Монреаля» превратилась в силу, не менее опасную для соперников, чем первая, в которую входили звёзды первой величины: Морис Ришар — Жан Беливо — Берни Жеффрион. В 1956 году, после прихода на тренерский мостик «Канадиенс» бывшего нападающего и капитана команды Тоу Блэйка, «Монреаль» в очередной раз завоевал Кубок Стэнли. Это был первый кубок легендарной первой династии «Монреаль Канадиенс», первый из пяти кряду. Немалый вклад в победы «Монреаля» внёс Дикки Мур, дважды за время триумфального шествия первой династии «Хабс» становившийся лучшим бомбардиром лиги. В сезоне 1958-59 годов Дикки Мур побил установленный Горди Хоу рекорд результативности — 95 очков за сезон, набрав 96 (41+55) очков и заслуженно завоевав второй раз подряд Арт Росс Трофи.
После сезона 1962-63 годов Дикки Мур принял решение уйти из профессионального хоккея, но расставание с большим спортом оказалось недолгим: через год форвард вернулся в НХЛ, подписав контракт с «Торонто». Но и после ухода из «Кленовых листьев» Дикки Мур не смог окончательно расстаться с хоккеем, в 1967 году приняв предложение новичков НХЛ, команды «Сент-Луис Блюз». Дикки Мур отыграл за «Блюзменов» 45 матчей и даже помог команде дойти до финала Кубка Стэнли, где дерзкие новички были остановлены в шаге от трофея бывшим клубом форварда, «Монреаль Канадиенс». После финала 1968 года 37-летний Дикки Мур в очередной раз повесил коньки на гвоздь — на сей раз окончательно.
После завершения карьеры Дикки Мур стал успешным бизнесменом. В 1974 году бывший хоккеист был выбран в Зал хоккейной славы, а в 2005 году «Монреаль Канадиенс», отмечая заслуги своего земляка, подняли свитер с его фамилией под своды «Белл Центра», навсегда выведя номер, под которым выступал Дикки Мур, из обращения.

## Достижения
- Обладатель Мемориального кубка (2): 1949, 1950
- Обладатель Кубка Стэнли (6): 1953, 1956-60
- Обладатель Арт Росс Трофи (2): 1958, 1959
- Участник Матча всех звёзд (6)
- Член Зала хоккейной славы с 1974 года
- Номер 12, под которым играл Дикки Мур, выведен «Монреаль Канадиенс» из обращения 12 ноября 2005 года.